# 九龍角落
九龍角落是香港的一個民間地區組織，關注社區議題，服務範圍包括九龍西油尖旺區及九龍城區。傳媒和政界普遍視參與民主動力泛民主派協調機制的九龍角落為本土派一員或立場貼近本土派。
2018年9月，九龍角落改選執行委員會，創會主席李軒朗再度獲選為主席，曾穎彤連任外務副主席，而孫昊賢則獲選為秘書長。
2018年12月，時任理大學生校董李傲然宣布辭去九龍角落所有職務及退會。
2018年12月，與時任港大校委會主席同名同姓的李國章宣布退出九龍角落。
2019年區議會選舉，九龍角落派出其主席李軒朗出選九龍城土瓜灣南選區，並獲過半數選票擊敗另外兩名候選人，亦成為該會當屆唯一一名區議員。2021年3月25日，李軒朗被裁定當選無效而即時失去議席。

## 選舉

### 區議會選舉
| 選舉 | 民選得票 | 民選議席 | 委任議席 | 當然議席 | 議席    | +/- |
| 2019 | 1,936 ▲  | 1        | 不適用   | 0        | 1 / 458 | 1 ▲ |

## 爭議

### 支持袁海文參與民主派初選
九龍角落認為姚松炎被取消立法會議員的資格一次後，可能會有更大的風險未能通過選舉主任的政治審查。假如只能在 Plan B 的民協馮檢基和民主黨袁海文議員二選其一，民主黨袁海文議員將比民協馮檢基更有能力將議會和社區連結起來；由而全力支持袁海文參與民主派初選，此舉受到部分本土派支持者例如前青年新政的成員批評。及後有輿論指出假如姚松炎未能獲得參選資格，馮檢基即使在泛民初選中得分第二高亦不適合亦未能代表民主派出選九龍西的補選。

### 宣傳品存放學聯
香港眾志前立法會議員羅冠聰之助理，學聯及學生活動基金董事陳珏軒曾在facebook質疑「九龍角落」有否向學聯常委會申請借用九樓作儲存物資、進行會議等用途，又認為學聯作為學界平台，不應助長公器私用行為，令使學聯淪為任何政治團體或組織的私人空間。

## 外部連結
- 九龍角落的Facebook專頁
- 九龍角落 Synergy Kowloon - 主頁